# Tour d'Italie féminin 1995
La 6e édition du Tour d'Italie féminin (Giro Donne 1995, Giro d'Italia Internazionale Femminile en italien) a lieu du 22 juin au 2 juillet 1995.

## Présentation

### Équipes
| Unknown team category |
|                       |

## Étapes
| Étape     | Date     | Villes étapes                                | type                        | Distance (km) | Vainqueur d'étape      | Leader du classement général |
| --------- | -------- | -------------------------------------------- | --------------------------- | ------------- | ---------------------- | ---------------------------- |
| Prologue  | 22 juin  | Grosseto – Grosseto                          | prologue                    | 5             | Petra Rossner          | Petra Rossner                |
| 1re étape | 23 juin  | Grosseto – Montorsaio                        |                             | 97            | Alessandra Cappellotto | Petra Rossner                |
| 2e étape  | 24 juin  | Vernasca – Noceto                            |                             | 112,5         | Monica Valvik-Valen    | Petra Rossner                |
| 3e étape  | 25 juin  | Castegnato – Bonate Sotto                    |                             | 124,9         | Petra Rossner          | Petra Rossner                |
| 4e étape  | 26 juin  | Crocetta del Montello – Pianezze             |                             | 106,7         | Fabiana Luperini       | Fabiana Luperini             |
| 5e étape  | 27 juin  | Fiera di Primiero – San Martino di Castrozza |                             | 70            | Fabiana Luperini       | Fabiana Luperini             |
| 6e étape  | 28 juin  | Codogno – Codogno                            |                             | 127,2         | Petra Rossner          | Fabiana Luperini             |
| 7e étape  | 29 juin  | Lavagna – Lavagna                            |                             | 90,5          | Petra Rossner          | Fabiana Luperini             |
| 8e étape  | 30 juin  | Pescia – Porcari                             |                             | 119           | Katia Longhin          | Fabiana Luperini             |
| 9e étape  | 1 juill. | Pontedera – Perignano                        |                             | 119           | Petra Rossner          | Fabiana Luperini             |
| 10e étape | 2 juill. | Florence – Florence                          | contre-la-montre individuel | 9,2           | Petra Rossner          | Fabiana Luperini             |

## Déroulement de la course

### Prologue
| \| Classement de l'étape \| Classement de l'étape \| Classement de l'étape \| Classement de l'étape \| Classement de l'étape \| \| Coureur \| Coureur \| Pays \| Équipe \| Temps \| \| --------------------- \| --------------------- \| --------------------- \| --------------------- \| --------------------- \| \| 1re \| Petra Rossner \| Allemagne \| \| \| \| 2e \| Roberta Bonanomi \| Italie \| \| \| \| 3e \| Luisiana Pegoraro \| Italie \| \| \| |                   |           |        |       |
| |                   |           |        |       |
| |                   |           |        |       |
| Classement de l'étape |                   |           |        |       |
| Coureur | Coureur           | Pays      | Équipe | Temps |
| 1re | Petra Rossner     | Allemagne |        |       |
| 2e | Roberta Bonanomi  | Italie    |        |       |
| 3e | Luisiana Pegoraro | Italie    |        |       |

| \| Classement général \| Classement général \| Classement général \| Classement général \| Classement général \| \| Coureur \| Coureur \| Pays \| Équipe \| Temps \| \| ------------------ \| ------------------ \| ------------------ \| ------------------ \| ------------------ \| |         |      |        |       |
| |         |      |        |       |
| |         |      |        |       |
| Classement général |         |      |        |       |
| Coureur | Coureur | Pays | Équipe | Temps |

### 1reétape
| \| Classement de l'étape \| Classement de l'étape \| Classement de l'étape \| Classement de l'étape \| Classement de l'étape \| \| Coureur \| Coureur \| Pays \| Équipe \| Temps \| \| --------------------- \| ---------------------- \| --------------------- \| --------------------- \| --------------------- \| \| 1re \| Alessandra Cappellotto \| Italie \| \| \| \| 2e \| Fabiana Luperini \| Italie \| GS Sanson \| \| \| 3e \| Luzia Zberg \| Suisse \| \| \| |                        |        |           |       |
| |                        |        |           |       |
| |                        |        |           |       |
| Classement de l'étape |                        |        |           |       |
| Coureur | Coureur                | Pays   | Équipe    | Temps |
| 1re | Alessandra Cappellotto | Italie |           |       |
| 2e | Fabiana Luperini       | Italie | GS Sanson |       |
| 3e | Luzia Zberg            | Suisse |           |       |

| \| Classement général \| Classement général \| Classement général \| Classement général \| Classement général \| \| Coureur \| Coureur \| Pays \| Équipe \| Temps \| \| ------------------ \| ------------------ \| ------------------ \| ------------------ \| ------------------ \| |         |      |        |       |
| |         |      |        |       |
| |         |      |        |       |
| Classement général |         |      |        |       |
| Coureur | Coureur | Pays | Équipe | Temps |

### 2eétape
| \| Classement de l'étape \| Classement de l'étape \| Classement de l'étape \| Classement de l'étape \| Classement de l'étape \| \| Coureur \| Coureur \| Pays \| Équipe \| Temps \| \| --------------------- \| --------------------- \| --------------------- \| --------------------- \| --------------------- \| \| 1re \| Monica Valvik-Valen \| Norvège \| \| \| \| 2e \| Regina Schleicher \| Allemagne \| \| \| \| 3e \| Imelda Chiappa \| Italie \| \| \| |                     |           |        |       |
| |                     |           |        |       |
| |                     |           |        |       |
| Classement de l'étape |                     |           |        |       |
| Coureur | Coureur             | Pays      | Équipe | Temps |
| 1re | Monica Valvik-Valen | Norvège   |        |       |
| 2e | Regina Schleicher   | Allemagne |        |       |
| 3e | Imelda Chiappa      | Italie    |        |       |

| \| Classement général \| Classement général \| Classement général \| Classement général \| Classement général \| \| Coureur \| Coureur \| Pays \| Équipe \| Temps \| \| ------------------ \| ------------------ \| ------------------ \| ------------------ \| ------------------ \| |         |      |        |       |
| |         |      |        |       |
| |         |      |        |       |
| Classement général |         |      |        |       |
| Coureur | Coureur | Pays | Équipe | Temps |

### 3eétape
| \| Classement de l'étape \| Classement de l'étape \| Classement de l'étape \| Classement de l'étape \| Classement de l'étape \| \| Coureur \| Coureur \| Pays \| Équipe \| Temps \| \| --------------------- \| --------------------- \| --------------------- \| --------------------- \| --------------------- \| \| 1re \| Petra Rossner \| Allemagne \| \| \| \| 2e \| Nada Cristofoli \| Italie \| GS Sanson \| \| \| 3e \| Monica Valvik-Valen \| Norvège \| \| \| |                     |           |           |       |
| |                     |           |           |       |
| |                     |           |           |       |
| Classement de l'étape |                     |           |           |       |
| Coureur | Coureur             | Pays      | Équipe    | Temps |
| 1re | Petra Rossner       | Allemagne |           |       |
| 2e | Nada Cristofoli     | Italie    | GS Sanson |       |
| 3e | Monica Valvik-Valen | Norvège   |           |       |

| \| Classement général \| Classement général \| Classement général \| Classement général \| Classement général \| \| Coureur \| Coureur \| Pays \| Équipe \| Temps \| \| ------------------ \| ------------------ \| ------------------ \| ------------------ \| ------------------ \| |         |      |        |       |
| |         |      |        |       |
| |         |      |        |       |
| Classement général |         |      |        |       |
| Coureur | Coureur | Pays | Équipe | Temps |

### 4eétape
| \| Classement de l'étape \| Classement de l'étape \| Classement de l'étape \| Classement de l'étape \| Classement de l'étape \| \| Coureur \| Coureur \| Pays \| Équipe \| Temps \| \| --------------------- \| --------------------- \| --------------------- \| --------------------- \| --------------------- \| \| 1re \| Fabiana Luperini \| Italie \| GS Sanson \| \| \| 2e \| Luzia Zberg \| Suisse \| \| \| \| 3e \| Valeria Cappellotto \| Italie \| \| \| |                     |        |           |       |
| |                     |        |           |       |
| |                     |        |           |       |
| Classement de l'étape |                     |        |           |       |
| Coureur | Coureur             | Pays   | Équipe    | Temps |
| 1re | Fabiana Luperini    | Italie | GS Sanson |       |
| 2e | Luzia Zberg         | Suisse |           |       |
| 3e | Valeria Cappellotto | Italie |           |       |

| \| Classement général \| Classement général \| Classement général \| Classement général \| Classement général \| \| Coureur \| Coureur \| Pays \| Équipe \| Temps \| \| ------------------ \| ------------------ \| ------------------ \| ------------------ \| ------------------ \| |         |      |        |       |
| |         |      |        |       |
| |         |      |        |       |
| Classement général |         |      |        |       |
| Coureur | Coureur | Pays | Équipe | Temps |

### 5eétape
| \| Classement de l'étape \| Classement de l'étape \| Classement de l'étape \| Classement de l'étape \| Classement de l'étape \| \| Coureur \| Coureur \| Pays \| Équipe \| Temps \| \| --------------------- \| --------------------- \| --------------------- \| --------------------- \| --------------------- \| \| 1re \| Fabiana Luperini \| Italie \| GS Sanson \| \| \| 2e \| Luzia Zberg \| Suisse \| \| \| \| 3e \| Sigrid Corneo \| Italie \| \| \| |                  |        |           |       |
| |                  |        |           |       |
| |                  |        |           |       |
| Classement de l'étape |                  |        |           |       |
| Coureur | Coureur          | Pays   | Équipe    | Temps |
| 1re | Fabiana Luperini | Italie | GS Sanson |       |
| 2e | Luzia Zberg      | Suisse |           |       |
| 3e | Sigrid Corneo    | Italie |           |       |

| \| Classement général \| Classement général \| Classement général \| Classement général \| Classement général \| \| Coureur \| Coureur \| Pays \| Équipe \| Temps \| \| ------------------ \| ------------------ \| ------------------ \| ------------------ \| ------------------ \| |         |      |        |       |
| |         |      |        |       |
| |         |      |        |       |
| Classement général |         |      |        |       |
| Coureur | Coureur | Pays | Équipe | Temps |

### 6eétape
| \| Classement de l'étape \| Classement de l'étape \| Classement de l'étape \| Classement de l'étape \| Classement de l'étape \| \| Coureur \| Coureur \| Pays \| Équipe \| Temps \| \| --------------------- \| --------------------- \| --------------------- \| --------------------- \| --------------------- \| \| 1re \| Petra Rossner \| Allemagne \| \| \| \| 2e \| Imelda Chiappa \| Italie \| \| \| \| 3e \| Elena Unruh \| Allemagne \| \| \| |                |           |        |       |
| |                |           |        |       |
| |                |           |        |       |
| Classement de l'étape |                |           |        |       |
| Coureur | Coureur        | Pays      | Équipe | Temps |
| 1re | Petra Rossner  | Allemagne |        |       |
| 2e | Imelda Chiappa | Italie    |        |       |
| 3e | Elena Unruh    | Allemagne |        |       |

| \| Classement général \| Classement général \| Classement général \| Classement général \| Classement général \| \| Coureur \| Coureur \| Pays \| Équipe \| Temps \| \| ------------------ \| ------------------ \| ------------------ \| ------------------ \| ------------------ \| |         |      |        |       |
| |         |      |        |       |
| |         |      |        |       |
| Classement général |         |      |        |       |
| Coureur | Coureur | Pays | Équipe | Temps |

### 7eétape
| \| Classement de l'étape \| Classement de l'étape \| Classement de l'étape \| Classement de l'étape \| Classement de l'étape \| \| Coureur \| Coureur \| Pays \| Équipe \| Temps \| \| --------------------- \| --------------------- \| --------------------- \| --------------------- \| --------------------- \| \| 1re \| Petra Rossner \| Allemagne \| \| \| \| 2e \| Monica Valvik-Valen \| Norvège \| \| \| \| 3e \| Imelda Chiappa \| Italie \| \| \| |                     |           |        |       |
| |                     |           |        |       |
| |                     |           |        |       |
| Classement de l'étape |                     |           |        |       |
| Coureur | Coureur             | Pays      | Équipe | Temps |
| 1re | Petra Rossner       | Allemagne |        |       |
| 2e | Monica Valvik-Valen | Norvège   |        |       |
| 3e | Imelda Chiappa      | Italie    |        |       |

| \| Classement général \| Classement général \| Classement général \| Classement général \| Classement général \| \| Coureur \| Coureur \| Pays \| Équipe \| Temps \| \| ------------------ \| ------------------ \| ------------------ \| ------------------ \| ------------------ \| |         |      |        |       |
| |         |      |        |       |
| |         |      |        |       |
| Classement général |         |      |        |       |
| Coureur | Coureur | Pays | Équipe | Temps |

### 8eétape
| \| Classement de l'étape \| Classement de l'étape \| Classement de l'étape \| Classement de l'étape \| Classement de l'étape \| \| Coureur \| Coureur \| Pays \| Équipe \| Temps \| \| --------------------- \| --------------------- \| --------------------- \| --------------------- \| --------------------- \| \| 1re \| Katia Longhin \| Italie \| \| \| \| 2e \| Elena Unruh \| Allemagne \| \| \| \| 3e \| Monica Valvik-Valen \| Norvège \| \| \| |                     |           |        |       |
| |                     |           |        |       |
| |                     |           |        |       |
| Classement de l'étape |                     |           |        |       |
| Coureur | Coureur             | Pays      | Équipe | Temps |
| 1re | Katia Longhin       | Italie    |        |       |
| 2e | Elena Unruh         | Allemagne |        |       |
| 3e | Monica Valvik-Valen | Norvège   |        |       |

| \| Classement général \| Classement général \| Classement général \| Classement général \| Classement général \| \| Coureur \| Coureur \| Pays \| Équipe \| Temps \| \| ------------------ \| ------------------ \| ------------------ \| ------------------ \| ------------------ \| |         |      |        |       |
| |         |      |        |       |
| |         |      |        |       |
| Classement général |         |      |        |       |
| Coureur | Coureur | Pays | Équipe | Temps |

### 9eétape
| \| Classement de l'étape \| Classement de l'étape \| Classement de l'étape \| Classement de l'étape \| Classement de l'étape \| \| Coureur \| Coureur \| Pays \| Équipe \| Temps \| \| --------------------- \| --------------------- \| --------------------- \| --------------------- \| --------------------- \| \| 1re \| Petra Rossner \| Allemagne \| \| \| \| 2e \| Tanja Klein \| Autriche \| \| \| \| 3e \| Natalja Kistchuk \| Ukraine \| \| \| |                  |           |        |       |
| |                  |           |        |       |
| |                  |           |        |       |
| Classement de l'étape |                  |           |        |       |
| Coureur | Coureur          | Pays      | Équipe | Temps |
| 1re | Petra Rossner    | Allemagne |        |       |
| 2e | Tanja Klein      | Autriche  |        |       |
| 3e | Natalja Kistchuk | Ukraine   |        |       |

| \| Classement général \| Classement général \| Classement général \| Classement général \| Classement général \| \| Coureur \| Coureur \| Pays \| Équipe \| Temps \| \| ------------------ \| ------------------ \| ------------------ \| ------------------ \| ------------------ \| |         |      |        |       |
| |         |      |        |       |
| |         |      |        |       |
| Classement général |         |      |        |       |
| Coureur | Coureur | Pays | Équipe | Temps |

### 10eétape
| \| Classement de l'étape \| Classement de l'étape \| Classement de l'étape \| Classement de l'étape \| Classement de l'étape \| \| Coureur \| Coureur \| Pays \| Équipe \| Temps \| \| --------------------- \| --------------------- \| --------------------- \| --------------------- \| --------------------- \| \| 1re \| Petra Rossner \| Allemagne \| \| \| \| 2e \| Luzia Zberg \| Suisse \| \| \| \| 3e \| Natalja Kistchuk \| Ukraine \| \| \| |                  |           |        |       |
| |                  |           |        |       |
| |                  |           |        |       |
| Classement de l'étape |                  |           |        |       |
| Coureur | Coureur          | Pays      | Équipe | Temps |
| 1re | Petra Rossner    | Allemagne |        |       |
| 2e | Luzia Zberg      | Suisse    |        |       |
| 3e | Natalja Kistchuk | Ukraine   |        |       |

## Classement général final
| \| Classement général \| Classement général \| Classement général \| Classement général \| Classement général \| \| Coureur \| Coureur \| Pays \| Équipe \| Temps \| \| ------------------ \| ------------------- \| ------------------ \| ------------------ \| ------------------ \| \| 1re \| Fabiana Luperini \| Italie \| GS Sanson \| 26 h 44 min 19 s \| \| 2e \| Luzia Zberg \| Suisse \| \| + 2 min 30 s \| \| 3e \| Roberta Bonanomi \| Italie \| \| + 7 min 13 s \| \| 4e \| Valeria Cappellotto \| Italie \| \| + 7 min 34 s \| \| 5e \| Imelda Chiappa \| Italie \| \| + 7 min 44 s \| |                     |        |           |                  |
| |                     |        |           |                  |
| |                     |        |           |                  |
| Classement général |                     |        |           |                  |
| Coureur | Coureur             | Pays   | Équipe    | Temps            |
| 1re | Fabiana Luperini    | Italie | GS Sanson | 26 h 44 min 19 s |
| 2e | Luzia Zberg         | Suisse |           | + 2 min 30 s     |
| 3e | Roberta Bonanomi    | Italie |           | + 7 min 13 s     |
| 4e | Valeria Cappellotto | Italie |           | + 7 min 34 s     |
| 5e | Imelda Chiappa      | Italie |           | + 7 min 44 s     |

## Classements annexes
| Classement par points | Classement par points | Classement par points | Classement par points | Classement par points |
| Coureur               | Coureur               | Pays                  | Équipe                | Points                |
| --------------------- | --------------------- | --------------------- | --------------------- | --------------------- |

| Classement par points | Classement par points | Classement par points | Classement par points | Classement par points |
| Coureur               | Coureur               | Pays                  | Équipe                | Points                |
| --------------------- | --------------------- | --------------------- | --------------------- | --------------------- |

| Classement de la montagne | Classement de la montagne | Classement de la montagne | Classement de la montagne | Classement de la montagne |
| Coureur                   | Coureur                   | Pays                      | Équipe                    | Points                    |
| ------------------------- | ------------------------- | ------------------------- | ------------------------- | ------------------------- |

| Classement de la montagne | Classement de la montagne | Classement de la montagne | Classement de la montagne | Classement de la montagne |
| Coureur                   | Coureur                   | Pays                      | Équipe                    | Points                    |
| ------------------------- | ------------------------- | ------------------------- | ------------------------- | ------------------------- |

| Classement des sprints | Classement des sprints | Classement des sprints | Classement des sprints | Classement des sprints |
| Coureur                | Coureur                | Pays                   | Équipe                 | Points                 |
| ---------------------- | ---------------------- | ---------------------- | ---------------------- | ---------------------- |

| Classement des sprints | Classement des sprints | Classement des sprints | Classement des sprints | Classement des sprints |
| Coureur                | Coureur                | Pays                   | Équipe                 | Points                 |
| ---------------------- | ---------------------- | ---------------------- | ---------------------- | ---------------------- |

| Classement du meilleur jeune | Classement du meilleur jeune | Classement du meilleur jeune | Classement du meilleur jeune | Classement du meilleur jeune |
| Coureur                      | Coureur                      | Pays                         | Équipe                       | Temps                        |
| ---------------------------- | ---------------------------- | ---------------------------- | ---------------------------- | ---------------------------- |

| Classement du meilleur jeune | Classement du meilleur jeune | Classement du meilleur jeune | Classement du meilleur jeune | Classement du meilleur jeune |
| Coureur                      | Coureur                      | Pays                         | Équipe                       | Temps                        |
| ---------------------------- | ---------------------------- | ---------------------------- | ---------------------------- | ---------------------------- |

| Classement par équipes | Classement par équipes | Classement par équipes | Classement par équipes |
| Équipe                 | Équipe                 | Pays                   | Temps                  |
| ---------------------- | ---------------------- | ---------------------- | ---------------------- |

| Classement par équipes | Classement par équipes | Classement par équipes | Classement par équipes |
| Équipe                 | Équipe                 | Pays                   | Temps                  |
| ---------------------- | ---------------------- | ---------------------- | ---------------------- |

## Évolution des classements
| Étape              |                             | Vainqueur _            | Classement général |
| ------------------ | --------------------------- | ---------------------- | ------------------ |
| Prologue           | prologue                    | Petra Rossner          | Petra Rossner      |
| 1re étape          |                             | Alessandra Cappellotto | Petra Rossner      |
| 2e étape           |                             | Monica Valvik-Valen    | Petra Rossner      |
| 3e étape           |                             | Petra Rossner          | Petra Rossner      |
| 4e étape           |                             | Fabiana Luperini       | Fabiana Luperini   |
| 5e étape           |                             | Fabiana Luperini       | Fabiana Luperini   |
| 6e étape           |                             | Petra Rossner          | Fabiana Luperini   |
| 7e étape           |                             | Petra Rossner          | Fabiana Luperini   |
| 8e étape           |                             | Katia Longhin          | Fabiana Luperini   |
| 9e étape           |                             | Petra Rossner          | Fabiana Luperini   |
| 10e étape          | contre-la-montre individuel | Petra Rossner          | Fabiana Luperini   |
| Classements finals | Classements finals          |                        | Fabiana Luperini   |